# Emanuel Friedrich Hagemeister
Emanuel Friedrich Hagemeister (* 12. Februar 1764 in Greifswald; † 21. Juli 1819 in Berlin) war ein deutscher Rechtswissenschaftler.

## Leben
Emanuel Friedrich Hagemeister war ein Sohn des Lucas Friedrich Hagemeister (1731–1770), akademischer Sekretär in Greifswald, und jüngerer Bruder von Johann Gottfried Hagemeister.  Er besuchte die Greifswalder Stadtschule und studierte ab 1781 an der Universität Greifswald Rechtswissenschaften, Philosophie und Geschichte. In den Jahren 1784 bis 1786 setzte er sein Studium an der Universität Göttingen fort. Nach einem kurzen Aufenthalt an der Universität Halle kehrte er nach Greifswald zurück, wo er 1788 zum Doktor promoviert wurde. Er wurde 1789 Adjunkt, 1794 außerordentlicher und 1797 ordentlicher Professor an der juristischen Fakultät. 1801 wurde er zum Rektor der Hochschule gewählt. Er veröffentlichte zahlreiche juristische Schriften.
Daneben war er seit 1790 als Anwalt am Obertribunal Wismar und ab 1797 als Assessor am Greifswalder Konsistorium tätig. 1802 wurde er Rat am Obertribunal, dem späteren Oberappellationsgericht. Während der französischen Besetzung Schwedisch-Pommerns gehörte er der von den Franzosen eingesetzten provisorischen Regierung an, deren Vizepräsident er 1809 war. Er war Mitglied der Kommission zur Umgestaltung der Gesetzgebung in Schwedisch-Pommern, die 1810/1811 in Stockholm und Örebro beriet. 1811 wurde er zum Ritter des Nordstern-Ordens ernannt.
Nach dem Übergang des Landes an Preußen ging er als Geheimer Oberjustizrat und Staatsrat, verantwortlich für die neuen preußischen Provinzen, nach Berlin, wo er unter Carl Friedrich von Beyme tätig war. Dort starb er 1819.
Emanuel Friedrich Hagemeister heiratete Charlotte von Sjöholm (* 6. Juni 1766; † 2. Juli 1829 in Greifswald).

## Schriften (Auswahl)
- Beiträge zum allgemeinen und europäischen Völkerrecht. Struck, Stralsund 1790.
- Versuch einer Einleitung in das mecklenburgische Staatsrecht. Koppe, Rostock 1793.
- Einleitung in die Wissenschaft des Schwedisch-Pommersche Lehnrechts. Lange, Berlin 1800. (Digitalisat)
- Anleitung zur mündlichen Instruction im Processe. 1814.